# Sus barbatus
El jabalí barbudo (Sus barbatus) es una especie de mamífero artiodáctilo de la familia Suidae que habita las selvas de algunas islas Filipinas, Sumatra y Borneo. Su aspecto es totalmente diferente al de otros cerdos salvajes tropicales. 

## Subespecies
Se reconocen las siguientes subespecies:
- Sus barbatus barbatus
- Sus barbatus oi